# فرودگاه پنریج
 فرودگاه پنریج (به انگلیسی: Pennridge Airport) یک فرودگاه همگانی بهره‌برداری هوایی است که یک باند فرود آسفالت دارد و طول باند آن ۱۲۸۵ متر است. این فرودگاه در کشور ایالات متحده آمریکا قرار دارد و در ارتفاع ۱۷۳ متری از سطح دریا واقع شده است.